# リチャード・キャリントン
リチャード・クリストファー・キャリントン（Richard Christopher Carrington、1826年5月26日 – 1875年11月27日）は、イギリスの天文学者である。太陽黒点の観測を行い、太陽の自転軸の傾きを求めた。黒点の活動の周期性を示す観測を行った。
チェルシーの豊かな醸造業者の家に生まれた。1849年からダーラム大学の天文台に加わり1852年には私設の天文台をつくって天体観測を始めた。1859年に太陽のフレアの発生を目撃し、その翌日におきたオーロラの活動の活発化との関連を考えた最初の一人である。1863年に黒点の観測から太陽の自転軸の傾きを求めた。太陽黒点数の周期性の発見はハインリッヒ・シュワーベによってなされたが、黒点の発生した緯度を含む観測データはシュペーラーの法則の確立を導いた。
1859年に王立天文学会ゴールドメダルを受賞し、1860年に王立協会のフェローになった。